# Настасьино (Лухский район)
Настасьино — деревня в Лухском районе Ивановской области. Входит в состав Тимирязевского сельского поселения.

## География
Находится в восточной части Ивановской области на расстоянии приблизительно 4 км на север по прямой от районного центра поселка Лух на левобережье реки Лух.

## История
В 1872 году здесь (тогда Юрьевецкий уезд Костромской губернии) было учтено 45 дворов, в 1907 году — 80.

## Население
Постоянное население составляло 230 человек (1872 год), 360 (1897), 360(1907), 43 в 2002 году (русские 100 %), 22 в 2010.